# Clase Constellation
La clase Constellation (también conocida como programa Guided-Missile Frigate FFG(X) o bien programa FFG-62) es una clase de fragatas de misiles guiados para múltiples misiones en desarrollo para la Armada de los Estados Unidos como continuación del buque de combate litoral. La Marina de los EE. UU. anunció el proyecto de fragata FFG(X) en la Solicitud de Información (RFI) del Departamento de Defensa de los Estados Unidos el 10 de julio de 2017.
La Marina de los EE. UU. seleccionó cinco propuestas de constructores navales para convertir sus diseños en un diseño prospectivo para las veinte fragatas de misiles guiados FFG(X). El 30 de abril de 2020, se anunció que Fincantieri Marinette Marine había ganado el contrato con su diseño basado en una fragata multipropósito FREMM. Más tarde, el proyecto pasó a llamarse programa FFG-62 después de que se nombrara el barco principal.

## Diseño

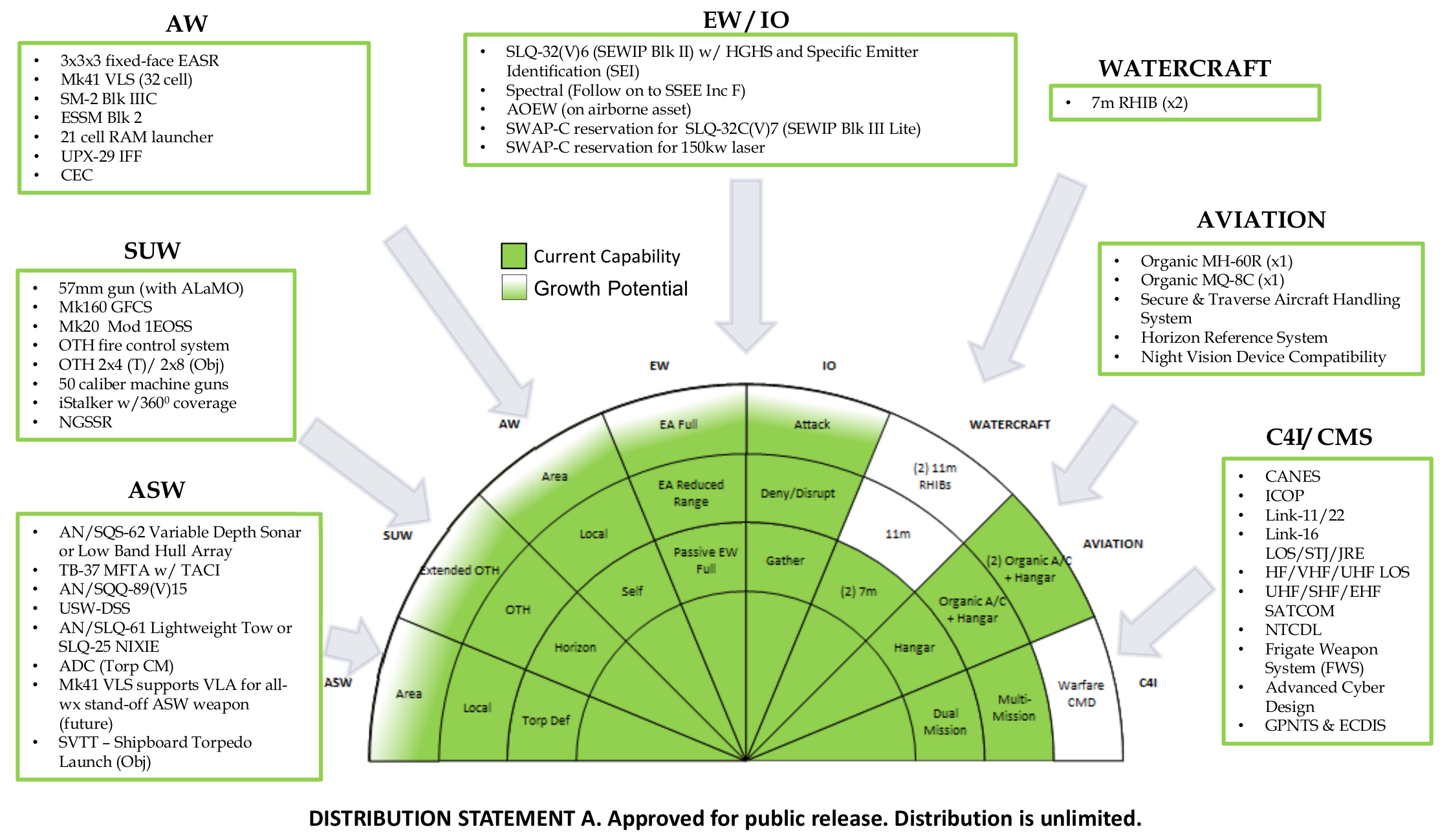
Proposición del gobierno para los equipos a instalar en las fragatas de tipo FFG(X) (en inglés)

La intención de la Marina de los EE. UU. de comprar el primer FFG(X) en 2020 no permitió suficiente tiempo para desarrollar un diseño completamente nuevo para la plataforma. En consecuencia, la Marina de los EE. UU. tenía la intención de que el diseño del FFG (X) fuera una versión modificada de un diseño de barco "principal" existente. El RFI dice: "Se prevé una competencia para FFG (X) para considerar los diseños principales existentes para un Small Surface Combatant que se puede modificar para adaptarse a los requisitos de capacidad específicos prescritos por la Marina de los EE.UU.".
La Marina de los EE. UU. quería una fragata que pudiera seguir el ritmo de los portaaviones y tener sensores conectados en red con el resto de la flota para ampliar el panorama táctico general disponible para el grupo. "El FFG (X) normalmente se agregará en grupos de ataque y grupos de acción de superficie liderados por grandes combatientes de superficie, pero también posee la capacidad de defenderse sólidamente durante la realización de operaciones independientes mientras está conectado y contribuye a la red táctica de la flota".
En enero de 2019, la Marina de los EE. UU. anunció que la nueva fragata tendrá un mínimo de 32 celdas del sistema de lanzamiento vertical Mark 41 a bordo del barco para la guerra antiaérea principalmente para misiones de autodefensa o escolta.
A la Marina de los EE. UU. le gustaría que el barco pudiera:
- Destruir naves de superficie sobre el horizonte,
- Detectar submarinos enemigos,
- Defiende los barcos de los convoyes,
- Emplear sistemas de guerra electrónica activa y pasiva,
- Defenderse de los ataques de enjambres de botes pequeños.[5]
- La clase utilizará un sistema de propulsión combinado diésel, eléctrico y de gas, mecánico y eléctrico (HM&E) que nunca se ha utilizado en ningún otro barco de la Marina de los EE. UU.[9] Se requerirá que el nuevo sistema de propulsión se pruebe en tierra para reducir el riesgo de falla del motor, que ha plagado el programa LCS anterior.[9]

Como diseño basado en la fragata FREMM antisubmarina, las unidades de la clase Constellation tendrán 7500 t de desplazamiento, 496 pies (151,2 m) de eslora y 65 pies (19,8 m) de manga.
Su armamento estará compuesto por un (1) cañón Mark 110 de 57 mm, un (1) sistema VLS Mark 41 con treinta y dos (32) celdas; dieciséis (16) misiles antibuque NSM (Naval Strike Missile); y un sistema C-RAM.
Además, estará equipada con el radar AN/SPY-6(V)3 y sistema de combate Aegis.

## Construcción
Este programa consiste en la construcción de una fragata basada en la variante antisubmarina del diseño FREMM. La US Navy abrió un concurso, del que participaron Austal USA, Bath Iron Works (en asociación con Navantia), Fincantieri y Huntington Ingalls Industries. A principios de 2020 Fincantieri ganó el concurso y su filial FFM (Fincantieri Marinette Marine) recibió un primer contrato de 5,5 billones de dólares para una nave con opción a nueve adicionales. e incluye servicios post-delivery y entrenamiento. La US Navy pretende construir un total de veinte unidades y en 2021 ordenó la segunda fragata, en 2022 la tercera; y prevé ordenar una cuarta fragata en 2023.
El 7 de octubre de 2020 el secretario de la Armada anunció el nombre USS Constellation para la FFG-62; y, por tanto, el nombre de la clase FFG(X) es Constellation. Este fue el nombre de una de las seis fragatas originales de la US Navy, construidas por el Naval Act de 1794.
La construcción de la USS Constellation en Marinette inició el 31 de agosto de 2022.
El 2 de abril de 2024, USNI News informó que las fragatas de la clase Constellation se retrasaron tres años debido a problemas relacionados con los retrasos en los astilleros y la falta de trabajadores calificados.

## Unidades
| Unidad            | Numeral | Constructor                  | Iniciado             | Botado | Entregado | Destino         |
| ----------------- | ------- | ---------------------------- | -------------------- | ------ | --------- | --------------- |
| USS Constellation | FFG-62  | Fincantieri Marinette Marine | 31 de agosto de 2022 |        |           | En construcción |
| USS Congress      | FFG-63  | Fincantieri Marinette Marine |                      |        |           | Propuesto       |
| USS Chesapeake    | FFG-64  | Fincantieri Marinette Marine |                      |        |           | Propuesto       |
| USS Lafayette     | FFG-65  | Fincantieri Marinette Marine |                      |        |           | Propuesto       |
| USS Hamilton      | FFG-66  | Fincantieri Marinette Marine |                      |        |           | Propuesto       |
| USS Galvez        | FFG-67  | Fincantieri Marinette Marine |                      |        |           | Propuesto       |